# Fédération d'athlétisme de Polynésie française
La Fédération d'athlétisme de Polynésie française (FAPF) est la fédération d'athlétisme de la Polynésie française, membre autonome de l'Association océanienne d'athlétisme et de l'IAAF. Elle s'est détachée de la Fédération française d'athlétisme en devenant d'abord la FATI (Fédération d’athlétisme de Tahiti et des îles) pour prendre ensuite son nom actuel en 1996. Elle déclare compter environ 700 licenciés en 2005.
Pour l'IAAF, la Fédération d’athlétisme de Tahiti et des îles, en forme courte Tahiti et sous le code CIO TAH, est devenue membre affilié en 1989 (un an après sa création en 1988) et « réformée » en 1996. Son code actuel est PYF.
Elle est affiliée au Comité olympique de Polynésie française.